# 池塘月光

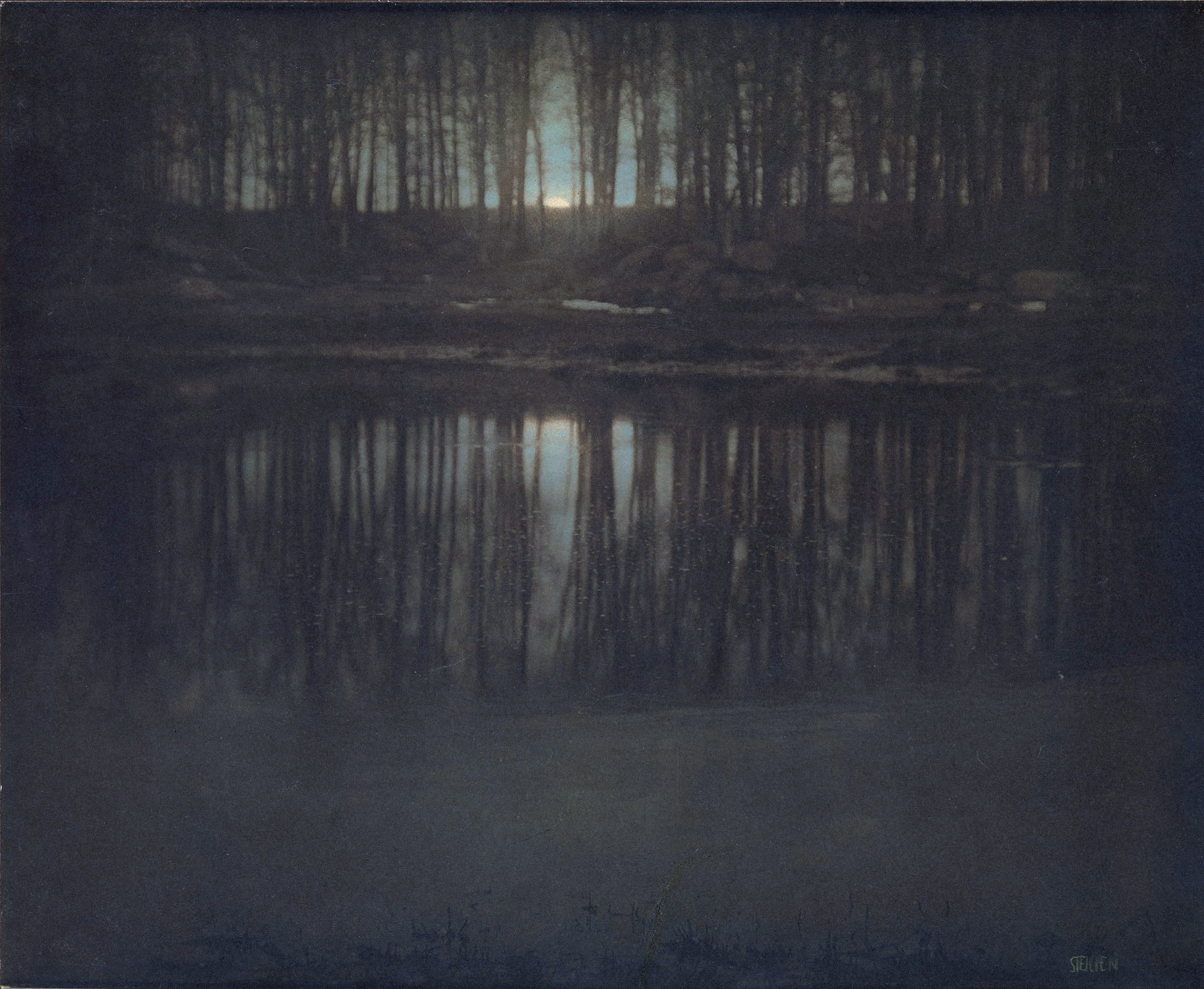
池塘月光

《池塘－月光》（也被稱為《池塘－月出》）是一幅由愛德華·史泰欽創作的畫意攝影主義攝影像片作品。這張照片於1904年在紐約馬馬羅內克拍攝，位於他的朋友藝術評論家查爾斯·卡芬家附近。 這張照片呈現出一片池塘對面的森林，月亮的一部分在樹縫中露出地平線。 池塘－月光》是一幅早期的攝影作品，透過手工塗抹光敏樹膠製成，使最終的印刷品呈現出不只一種顏色。被認為是彩色攝影的先驅。
《池塘－月光》當前已知僅存三件，由於手工層疊的樹膠，每一件都是獨一無二的。其中一件是史泰肯送給現代藝術博物館的，博物館將收藏於《月出，紐約馬馬羅內克》底下。第二件在阿爾弗雷德·斯蒂格利茨的私人收藏中，於1933年捐贈給了大都會藝術博物館。這件作品曾在史蒂格利茨的攝影雜誌《相機工作》第14期（1906年）中重現。
大都會藝術博物館在購買吉爾曼紙業公司收藏時獲得了一件重複品，並決定將其拍賣。2006年2月，這張照片的印刷品以290萬美元的價格出售，當時是拍賣會上為照片支付的最高價格。成為美國攝影史上攝影作品拍賣的最高價之一。照片由畫廊主人彼得·麥吉爾代表私人買家購買。這次拍賣會在BBC紀錄片《攝影的天才》第6部呈現。 印刷品的非凡售價在一定程度上歸因於其獨特的特性和稀有性。

## 另見
- 最昂貴的攝影作品列表

### 書籍
- Fineman, Mia. . . New York: The Metropolitan Museum of Art. 2012: 82–85. ISBN 978-1-58839-473-6.
- Vila, Anna; Centeno, Silvia A. . Microchemical Journal. 2013, 106: 255–262. doi:10.1016/j.microc.2012.07.016.
- Ware, Mike. . Platinum Metals Review. 2006, 50 (2): 78–80. doi:10.1595/147106706X111410 .